# Ivo Opstelten

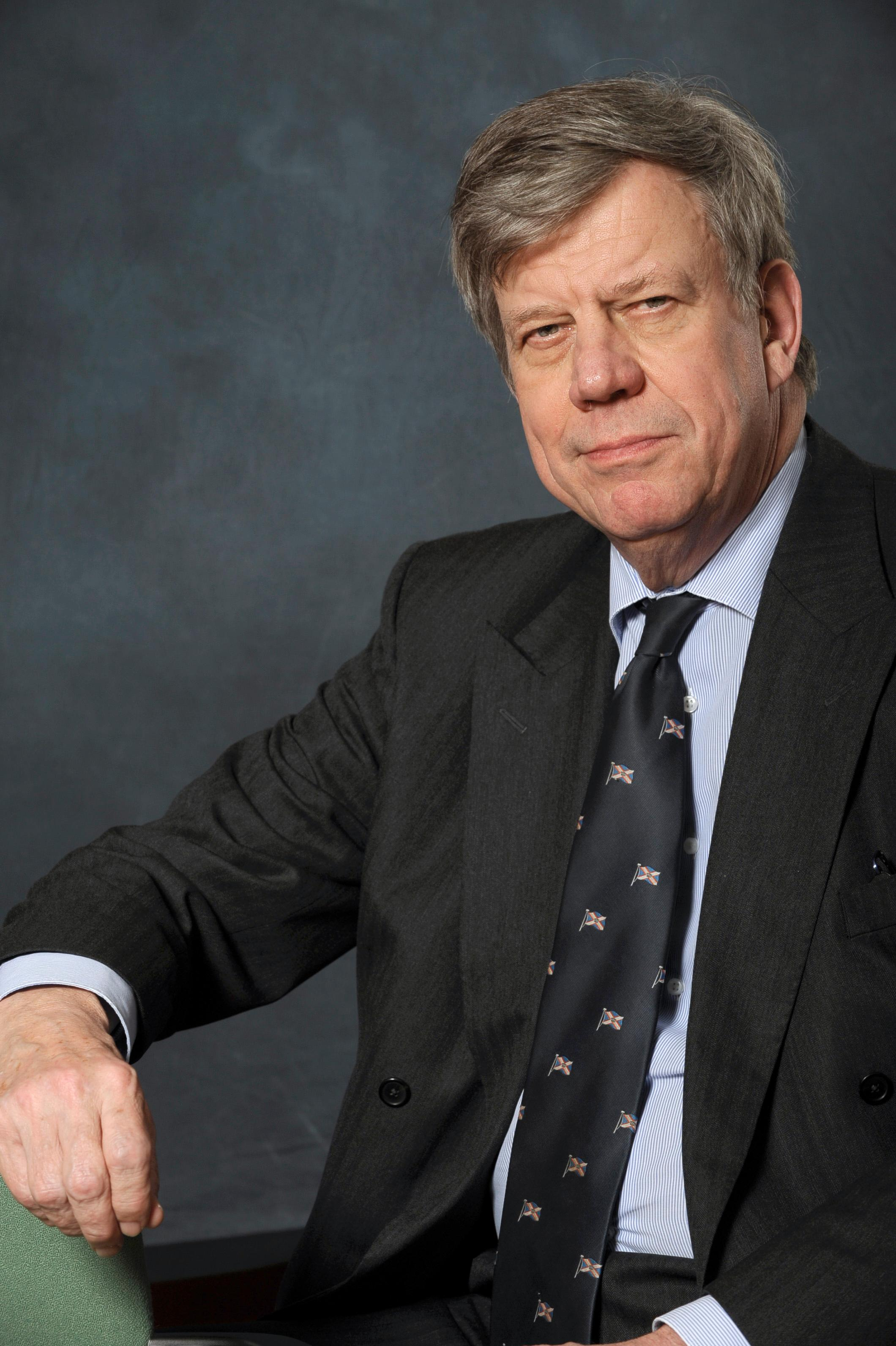
Ivo Opstelten (Januar 2011)

Ivo Willem Opstelten (* 31. Januar 1944 in Rotterdam) ist ein niederländischer Politiker. Opstelten war vom 5. November 2012 bis zum 9. März 2015 Minister für Sicherheit und Justiz im Kabinett Rutte II. 
Von 1999 bis 2009 war er Bürgermeister der Stadt Rotterdam. Von 2008 bis 2010 fungierte er als Vorsitzender der rechtsliberalen Volkspartij voor Vrijheid en Democratie (VVD); bereits von 2010 bis 2012 war Opstelten Minister für Sicherheit und Justiz im Kabinett Rutte I.

## Leben
Opstelten wurde als Sohn eines Bankiers geboren. Nach dem Besuch des Lyzeums in Emmen studierte Opstelten bis 1969 an der Rijksuniversiteit Leiden Jura mit Schwerpunkt auf Staatsrecht und Öffentlichem Recht.
Einer zweijährigen Tätigkeit als Amtmann in der Gemeindeverwaltung von Vlaardingen folgte 1972 die Wahl zum Bürgermeister der Drentschen Gemeinde Dalen. 1977 wechselte er in gleicher Funktion in die Gemeinde Doorn und 1980 als Bürgermeister nach Delfzijl. Von 1987 bis 1992 war er im Innenministerium Ministerialdirektor für öffentliche Ordnung und Sicherheit.
Zum 1. November 1992 kehrte Opstelten wieder in die Kommunalpolitik zurück und wurde Bürgermeister der Stadt Utrecht. Vom 16. Februar 1999 bis 1. Januar 2009 war er Bürgermeister seiner Geburtsstadt Rotterdam.
Nachdem er bereits von 1986 bis Mai 1993 als stellvertretender Vorsitzender seiner Partei VVD gedient hatte, wurde er am 31. Mai 2008 als Nachfolger des zurückgetretenen Jan van Zanen in das Amt des Parteivorsitzenden gewählt.

### Rücktritt als Justizminister
Am 9. März 2015 abends trat Opstelten als Minister zurück. Er hatte das Parlament falsch über die Zahlung von 2 Mio. Euro im Jahr 2001 an einen Drogenboss informiert. "Auch der Staatssekretär im Justizministerium, Fred Teeven, erklärte seinen Rücktritt. Er war 2001 als Staatsanwalt in Amsterdam für den Deal verantwortlich gewesen."